# KMW+ネクスター・ディフェンス・システムズ
KMW+ネクスター・ディフェンス・システムズ（KNDS）は、クラウス＝マッファイ・ヴェクマンとネクスター・システムズが合併したヨーロッパの防衛産業の持株会社である。 

## KANTプロジェクト
KANTプロジェクトは、ドイツの家族経営の防衛会社クラウス＝マッファイ・ヴェクマンとフランスの国有の装甲プラットフォームメーカー、ネクスターシステムズが完成させた合弁事業である。2015年12月15日に合併が完了した。共同持株会社はオランダのアムステルダムに本拠地を置く。KANTは「KMW And Nexter Together」の頭文字をとったもの。クラウス＝マッファイ・ヴェクマンは戦車を、Nexterは砲を製造する。2015年7月29日、パリで両社の合併が正式に決定した。 

## 歴史
フランスの国民議会でこの合弁事業に関するヒアリングが行われ、両CEOは、このプロジェクトがいかにドイツを中心とした輸出規制を回避し、両方の戦車メーカーを後押しするかを説明した。取引のための支援は、両国の首都で行われている。2015年7月には、フランスの国会議員が国有防衛会社の民営化を認める法案を可決し、KMWとNexterの合弁事業への道が開かれた。 

## 製品

### レオパルト2 アップグレード
KNDSの最初のプロジェクトの1つは、対戦車ミサイルやロシアのT-14 アルマータのような現代的な脅威に対する有効性の向上に焦点を当てたレオパルト2のアップグレードである。 

### 欧州主力戦車

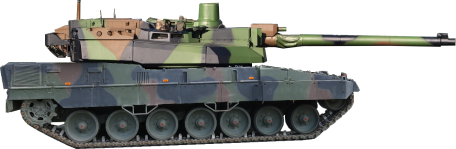
レパード2A7シャーシに搭載されたルクレール砲塔のフォトモンタージュ。ヨーロッパの主戦戦車に似ている。

2018年6月11日-15日、フランス・パリで行われたユーロサトリ防衛装備展示会において、KNDSは、レオパルト2 A7の車体と軽量化されたルクレールの2人乗り砲塔を組み合わせた技術実証主力戦車「欧州主力戦車」（EMBT）を公開した。 

### メイン・グランド・コンバット・システム
2018年6月、ドイツとフランスはKNDSとの間で、共通の主力戦車であるメイン・グランド・コンバット・システムと共通の155mm自走砲である共通間接射撃システムの開発に関する意向書に署名した。 2022年のユーロサトリでは、おのおの7.62mm機銃と30mm機関砲を架装する2基のRWSを上部に備える新たな砲塔を搭載したデモンストレータ車両が展示された。

### 共通間接射撃システム
共通間接射撃システム（CIFS）は、 155 mmCIFS(Common Indirect Fire System)は、155mm自走砲を開発するためのフランス・ドイツのプログラムである。CIFSの導入は2040年の予定。 